# Huis Thopia
Het huis Thopia (Albanees: Shtëpia e Topiajt) was een Albanese dynastie die vanaf 1328 regeerden over het vorstendom Thopia in centraal-Albanië. In 1368 wist prins Karl Thopia de overheersing van het Huis Anjou-Sicilië over het Koninkrijk Albanië te beëindigen en het Prinsdom Albanië te stichten. Nadien zou zijn nageslacht de heerschappij tot 1415 opvolgen. In 1444 sloten de Thopia's zich aan bij de Liga van Lezhë.

## Geschiedenis

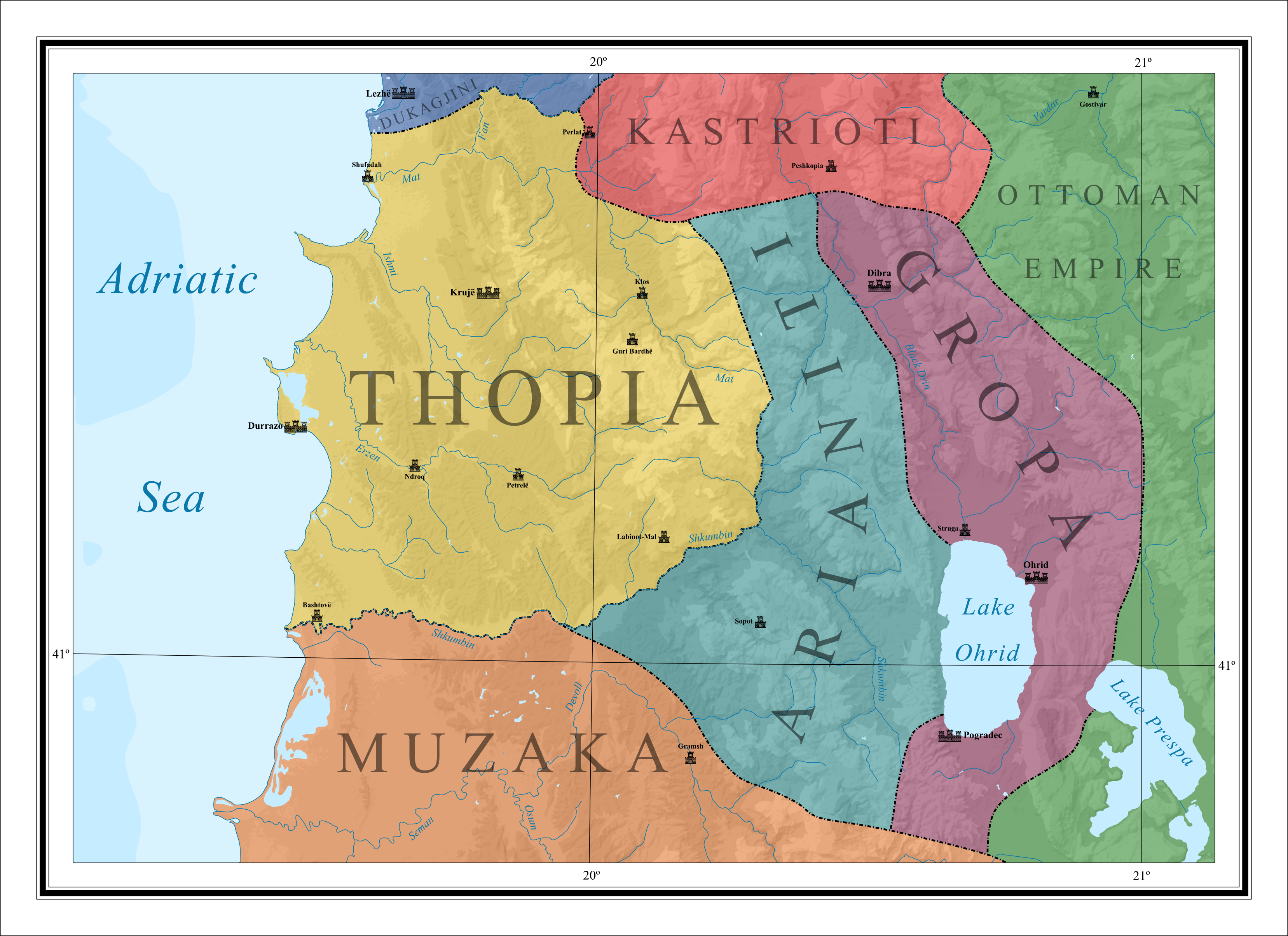
Het vorstendom Thopia (geel) in de late 14e eeuw.

De stamvader van het geslacht, Tanush I Thopia, werd voor het eerst genoemd in 1329 als een van de graven van Albanië. Tanush was een vazal van het Koninkrijk Albanië; de familie bekeerde zich destijds van de oosters-orthodoxe kerk tot de rooms-katholieke kerk. 
Zijn zoon Andrea I Thopia, en later kleinzoon Karl Thopia, volgden hem op als heersers van centraal-Albanië. In 1368 stichtte  prins Karl Thopia het Prinsdom Albanië na het verslaan van de laatste heerser van het Huis Anjou-Sicilië, Lodewijk van Navarra. Onder heerschappij van Karl Thopia werden oorlogen uitgevochten tegen de Serviërs, met behulp van de Muzaka-dynastie. Beide adellijke families wisten  hun domein te behouden en uit te vreiden.
Na de dood van Karl Thopia werd de heerschappij verdeeld tussen zijn dochter Helena Thopia en zijn zoon Gjergj Thopia. Gjergj behield de stad Durrës, terwijl Helena  de stad Krujë behield. Niketa Thopia (gestorven 1415) was de laatste heerser van deze dynastie tot de veroveringen van het Ottomaanse Rijk. Hierna zouden edelen van de Thopia-dynastie zich aansluiten bij de Liga van Lezhë om de Ottomanen te bestrijden. Andrea II Thopia en Tanush II Thopia waren een van de commandanten gedurende de Albanees-Ottomaanse oorlog.

## Heerserslijst
- Tanush I Thopia (1328-1338)
- Andrea I Thopia (1338-1343)
- Karl Thopia (1355–1387)
- Gjergj Thopia (1387–1392)
- Helena Thopia (1402-1403)
- Niketa Thopia (1403-1415)

## Stamboom
- Stamvader Tanush
  - Andrea I ⚭ Helena Anjou
    - Karl ⚭ Vojsava Balsha
      - Gjergj ⚭ Teodora Branković
      - Helena ⚭ Konstantin Balsha
      - Niketa ⚭ ?
        - Mara ⚭ Balsha III

      - Maria ⚭ Marco Barbadigo
      - Vojsava II ⚭ Progon Dukagjini